# Ки, Кеннет Хэдли Льюис
Кеннет Хедли Льюис Ки (англ. Kenneth Hedley Lewis Key; 28 августа 1911, Кейптаун, Западно-Капская провинция — 11 января 2002, Канберра) — австралийский энтомолог, специализировавшийся на изучении саранчи и методов борьбы с ней. Благодаря его исследованиям, вид саранчи Chortoicetes terminifera стал наиболее изученным среди всех видов саранчи известных науке.

## Биография
Кеннет Ки родился в 1911 году в Южной Африке, изучение флоры и фауны которой стало привлекать его с самого детства. Во время учёбы в школе, во дворе своего дома юный Ки разбил небольшой сад, в котором он при помощи ботаника Луизы Болус собрал несколько видов растений, произраставших на окрестных горах и пустошах. В 1928 году он поступил в Кейптаунский университет, где стал изучать зоологию и ботанику. Во время учёбы Ки откликнулся на предложения от известного в ЮАР педагога и натуралиста Сиднея Скайфе поучаствовать в нескольких исследованиях, среди которых были изучение биологического контроля опунции на австралийском материке и сбор в Южной Африке особей саранчи вида Locusta migratoria для работающего в Лондоне российского энтомолога Бориса Уварова. По результатам обучения Кеннет Ки получил не только степень бакалавра, но и несколько университетских наград, позволивших ему отправиться в Великобританию, где он получил учёную степень по энтомологии в Имперском колледже Лондона. Покинув колледж, Ки устроился на работу таксономистом в лондонский Музей естественной истории, в стенах которого написал ряд научных статей, привлекших внимание бельгийского энтомолога Андре Тоннуара. Тоннуар, в то время работавший в отделе экономических исследований австралийского государственного научного агентства CSIRO, предложил Кеннету Ки должность научного сотрудника, в обязанности которого входило бы исследование саранчи на австралийском континенте.
Ки принял предложение Тоннуара и в 1936 году переехал в Австралию. Следующие несколько лет он провёл за изучением местной флоры и фауны, в ходе которого Ки собрал крупную коллекцию прямокрылых насекомых (ныне выставляющуюся в Британском музее естествознания), выявил пять новых видов саранчи и провёл исследование растений в районах нашествий австралийской саранчи. Следующим шагом в его исследованиях стала проверка гипотезы Бориса Уварова относительно существования так называемых очагов возникновения саранчи. Подтверждение этой гипотезы в условиях австралийского климата по мнению Кеннета Ки позволило бы предсказывать предстоящия нашествия этих насекомых и как следствие эффективнее с ними бороться. После подтверждения гипотезы Уварова Ки опубликовал ряд научных работ по этой теме и предпринял попытку создания комиссии по борьбе с нашествиями саранчи, однако он не нашёл поддержки в этом начинании ни от фермеров, ни от правительства. Лишь спустя два десятилетия, в 1972 году, после необычайно крупного нашествия этих вредителей государственный комитет по сельскому хозяйству поддержал идею о создании комисии. Результатом исследований, проведённых Ки, стал тот факт, что австралийская саранча (Chortoicetes terminifera) получила статус самого изученного вида саранчи из всех подобных видов известных науке.
В 1959 году в результате голосования он стал членом Австралийской академии наук, в которой в разное время занимал должность главы комитета по науке и комитета по окружающей среде. В августе 1976 года Кеннет Ки уволился из CSIRO, однако после короткого перерыва вернулся в энтомологический отдел ведомства уже в качестве почётного профессора. На исходе 1994 года Ки вновь покинул стены CSIRO, в этот раз уже навсегда. На его способности продолжать свою деятельность сказалась болезнь Альцгеймейра, на борьбу с которой Кеннет Ки положил несколько лет своей жизни. Из жизни австралийский энтомолог ушёл 11 января 2002 года.